# Ekarma
Ekarma (en rus: Экарма; en japonès: 越渇磨島; Ekaruma-tō) és una illa volcànica deshabitada de les illes Kurils, al mar d'Okhotsk, al nord-oest de l'oceà Pacífic. L'estret d'Ekarma la separa de l'illa Xiaixkotan.

## Geografia
L'illa te forma ovalada, amb 7,4 quilòmetres per 5,5 quilòmetres i una superfície de 30 km².
L'illa consta de dos estratovolcans superposats, anomenats Pik Ekarma (rus: влк.Экарма; japonès越渇磨岳; Ekaruma-dake), que s'eleva fins als 1.170 msnm. Els fluxos de lava s'irradien directament des del pic central, formant una línia de costa desigual. Al seu vessant nord hi ha nombroses aigües termals amb dipòsits de sofre. L'última erupció va tenir lloc el maig de 1980.

## Història
L'illa va ser visitada per grups de caça i pesca ainus en el moment del contacte europeu, però que no ha estat permanentement perquè no disposa de fonts d'aigua dolça. L'illa apareix en un mapa oficial que mostra els territoris del Clan Matsumae, un domini feudal del Japó del període Edo datat el 1644, i aquestes possessions van ser confirmades oficialment pel shogunat Tokugawa el 1744. El 1855 la sobirania russa va ser reconeguda pel Tractat de Shimoda, però l'illa va ser transferida a l'Imperi del Japó pel Tractat de Sant Petersburg (1875) juntament amb la resta de les illes Kurils. Després de la Segona Guerra Mundial l'illa va quedar sota el control de la Unió Soviètica, i ara està administrada com a part de l'oblast de Sakhalin de la Federació Russa.